# بيتر ريشيرت
بيتر ريشيرت (بالألمانية: Peter Reichert)‏ هو لاعب كرة قدم ألماني في مركز الهجوم، ولد في 4 أغسطس 1961 في بريتن في ألمانيا. شارك مع منتخب ألمانيا تحت 21 سنة لكرة القدم. أما مع النوادي، فقد لعب مع نادي تولوز ونادي ستراسبورغ ونادي شتوتغارت للرديف ونادي شتوتغارت ونادي كارلسروه.

## وصلات خارجية
- بيتر ريشيرت على موقع قاعدة بيانات كرة القدم.إي يو (الإنجليزية)
- بيتر ريشيرت على موقع بيانات كرة القدم. دي إي (الألمانية)
- بيتر ريشيرت على موقع عالم كرة القدم.نت (الإنجليزية)